# Max Edlbacher
Max Edlbacher (* 13. Februar 1836 in Sierning; † 6. August 1893 in Hagen, ehemalige Gemeinde Pöstlingberg, heute Linz) war Advokat und Abgeordneter zum Österreichischen Abgeordnetenhaus.

## Leben
Max Edlbacher war Sohn des Pflegers und danach Landesgerichtsrats August Edlbacher (1805–1862). Er besuchte eine Volksschule in Grünburg (im Bezirk Kirchdorf an der Krems), ging dann von 1846 bis 1848 auf das Stiftsgymnasium Kremsmünster und nachdem sein Vater Landesgerichtsrat in Linz wurde, auf das Gymnasium in Linz. Von 1855 bis 1859 studierte er Rechtswissenschaft an der Universität Wien. Danach war er zunächst im Gerichtsdienst beschäftigt und ab 1861 war er Auskultant am Landesgericht Graz. Im Jahr 1862 wurde er Advokaturskonzipient und 1868 Advokat in Linz.
Im Jahr 1869 war er Gründungsmitglied und von 1883 bis 1885 Mitglied des Ausschusses des liberalen Vereins für Oberösterreich. Er war Ehrenbürger von Kirchdorf und Micheldorf.
Max Edlbacher war von 1866 bis 1875 und von 1883 bis 1893 Mitglied im Oberösterreichischen Landtag (I., II., III., IV., V., VI., VII. und VIII. Wahlperiode), als Abgeordneter der Landgemeinden im  Wahlbezirk Freistadt (bis September 1871) bzw. Wahlbezirk Kirchdorf an der Krems (bis 1875). Ab 1883 war er Abgeordneter der Städte und Industrialorte im Wahlbezirk Kirchdorf. Im Jahr 1883 war er kurz im Landesausschuss und von 1883 bis 1886 war er Gemeinderat von Linz.
Er starb am 6. August 1893 im Alter von 57 Jahren an einer Magenentartung (heute Magengeschwür, evtl. Magenkrebs).
Er war römisch-katholisch und ab 1865 verheiratet mit Franziska Fischill († 1881), mit der er drei Töchter und zwei Söhne hatte. Nach dem Tod seiner Frau heiratete er 1883 Johanna von Risch, mit der er drei Söhne hatte, wobei einer im Jahr 1914 im Ersten Weltkrieg gefallen ist. Sein Bruder war der Richter und Politiker August Edlbacher (1833–1916).

## Politische Funktionen
Max Edlbacher war vom 27. Dezember 1871 bis zum 22. November 1882 Abgeordneter des Abgeordnetenhauses im Reichsrat (IV., V. und VI. Legislaturperiode) und war dort in der IV. Legislaturperiode für die Kurie Oberösterreich, Landgemeinden (Linz, Ottensheim, Urfahr, Grein, Pregarten, Mauthausen, Perg, Freistadt, Weißenbach, Leonfelden, Rohrbach, Neufelden, Lembach, Haslach, Aigen, Wels, Eferding, Grieskirchen, Waizenkirchen, Lambach, Steyr, Weyer, Kremsmünster, St. Florian, Neuhofen, Enns, Kirchdorf, Grünburg, Windischgarsten) und in der V. und VI. Legislaturperiode für die Kurie Oberösterreich, Landgemeinden 7 (Gmunden, Ischl, Kirchdorf, Grünburg, Windischgarsten) zuständig. Er trat aus Gesundheitsgründen zurück.

## Klubmitgliedschaften
Max Edlbacher war ab dem 17. Januar 1872 Mitglied im Klub der Verfassungspartei und ab 1873 im Fortschrittsklub. Ab 1879 war er im Klub der Vereinigten Fortschrittspartei und ab dem 19. November 1881 bei den deutschfortschrittlichen Vereinigten Linken.